# 秋山光朝
秋山 光朝（あきやま みつとも）は、平安時代末期の武将。秋山氏の祖。
甲斐源氏・加賀美遠光の長男として誕生。秋山氏は甲斐国巨摩郡秋山村に光朝が居住して「秋山太郎」を名乗ったこと始まるとされる。治承4年（1180年）4月、源頼朝挙兵後、源義経の指揮下に加わり、屋島の戦い、壇ノ浦の戦いに参加。西上遠征の途中、平重盛の娘を室に迎える。
平家滅亡後、鎌倉に加賀美一党の館を構え頼朝警護の役職に就くも、甲斐源氏の勢力拡大を恐れる頼朝に疎まれ謀反の罪で鎌倉において処刑された。

## 画像集

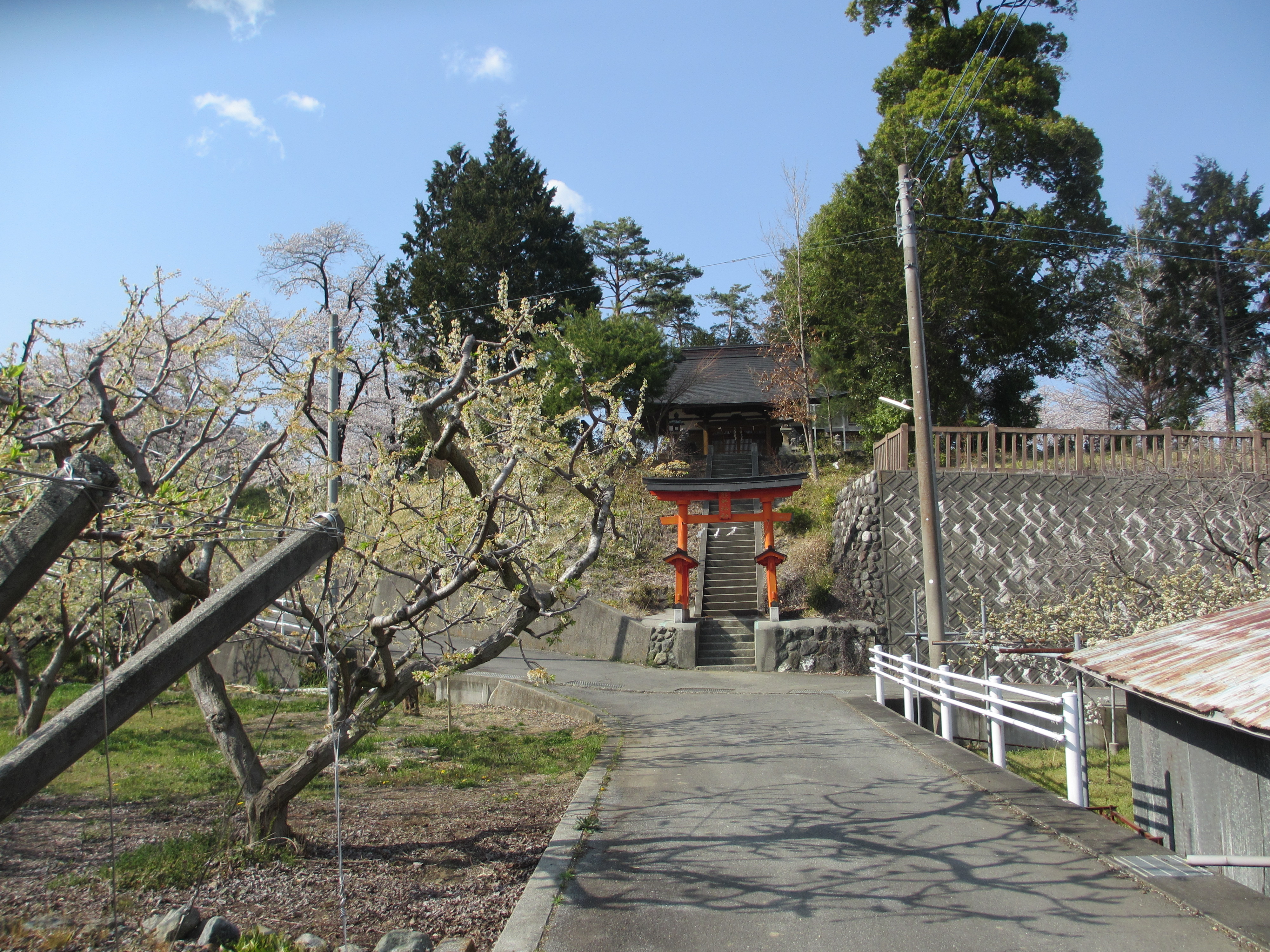
熊野神社全体像（山梨県南アルプス市秋山区公民館近く）
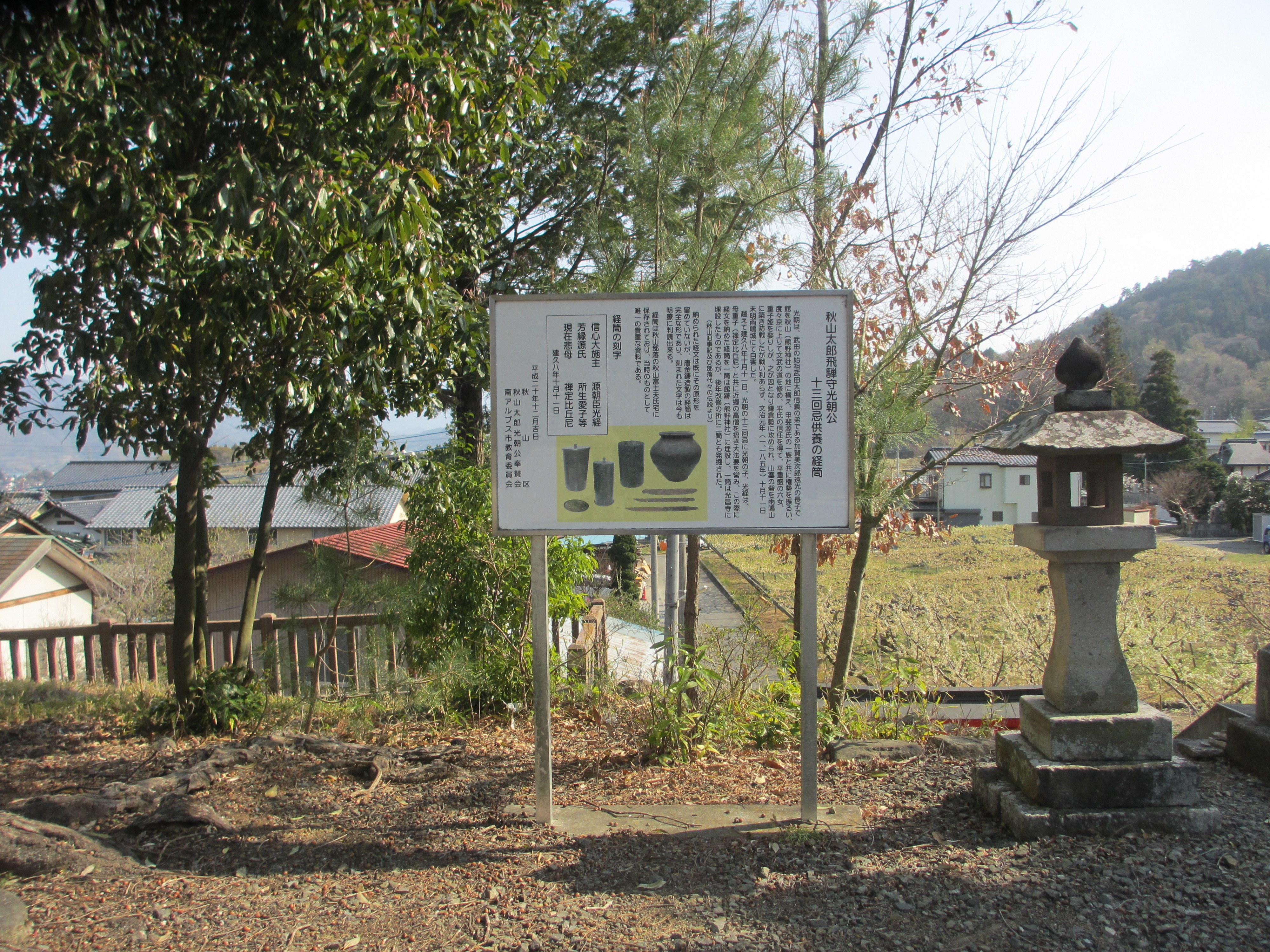
秋山公十三回忌経筒説明板（熊野神社石段登り右側）
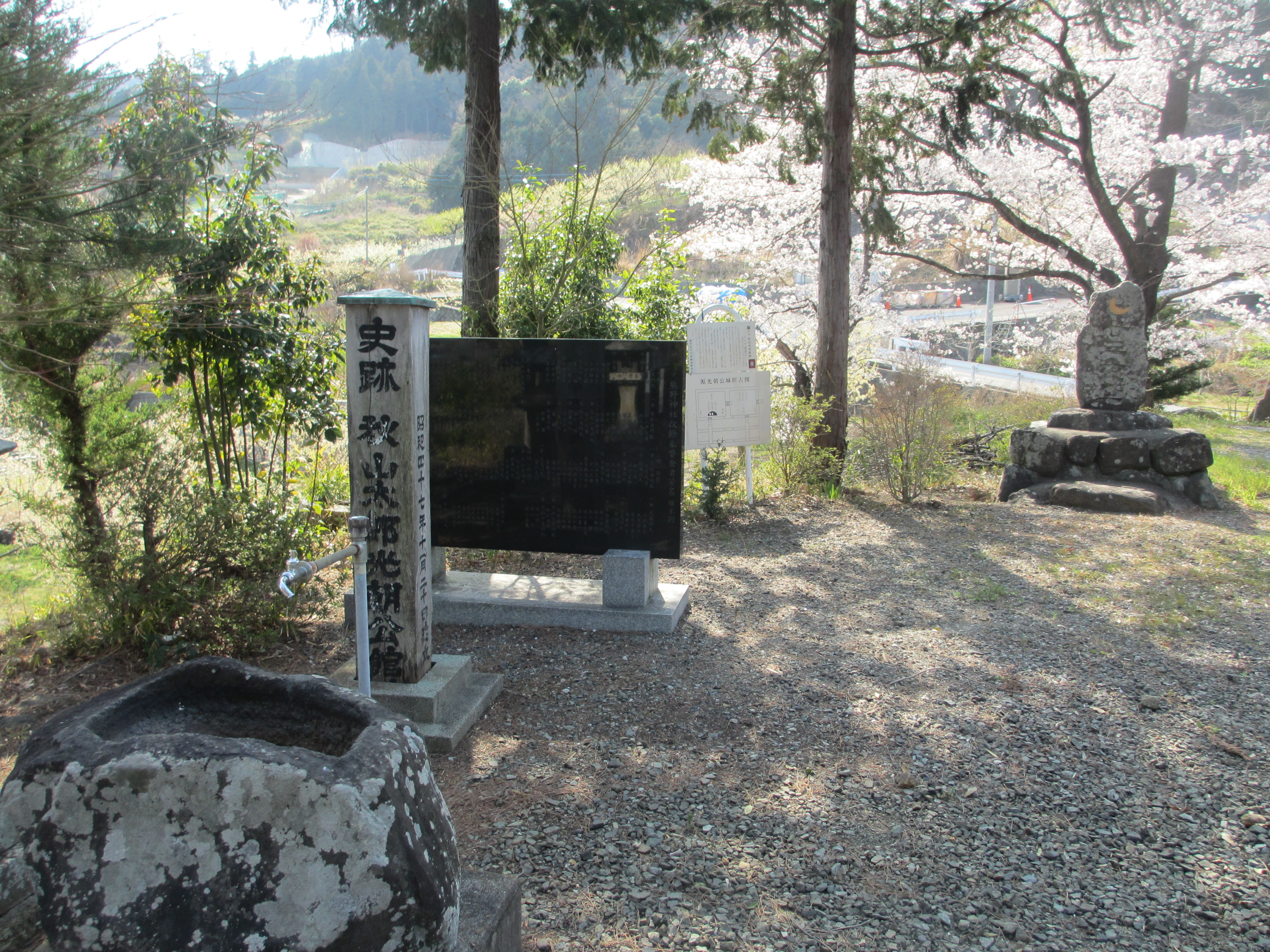
秋山公館跡碑・城郭古図（秋山公は背後の雨鳴山で自害と伝わる）
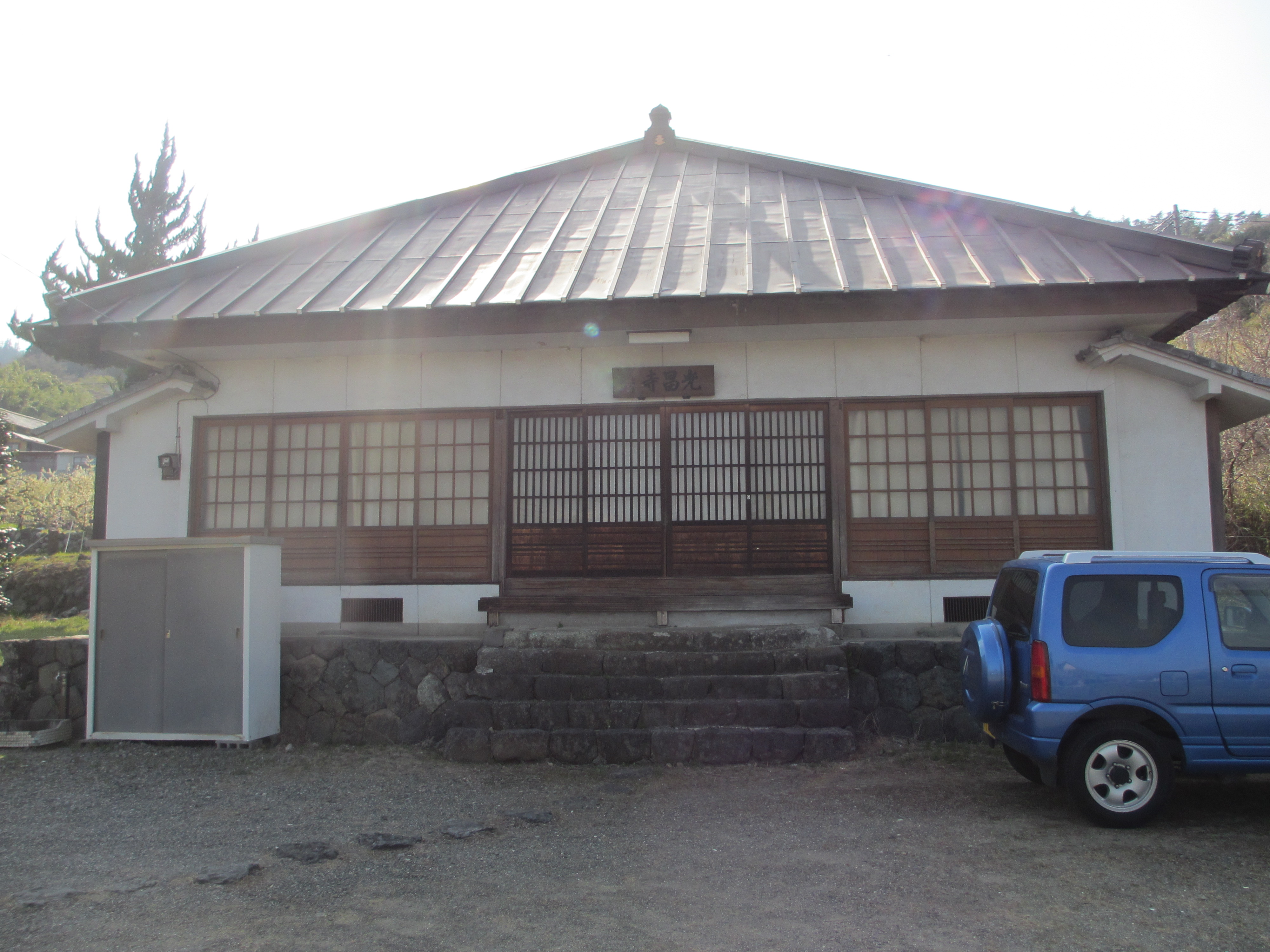
光昌寺本堂（秋山氏菩提寺、右側が熊野神社・左側が廟）
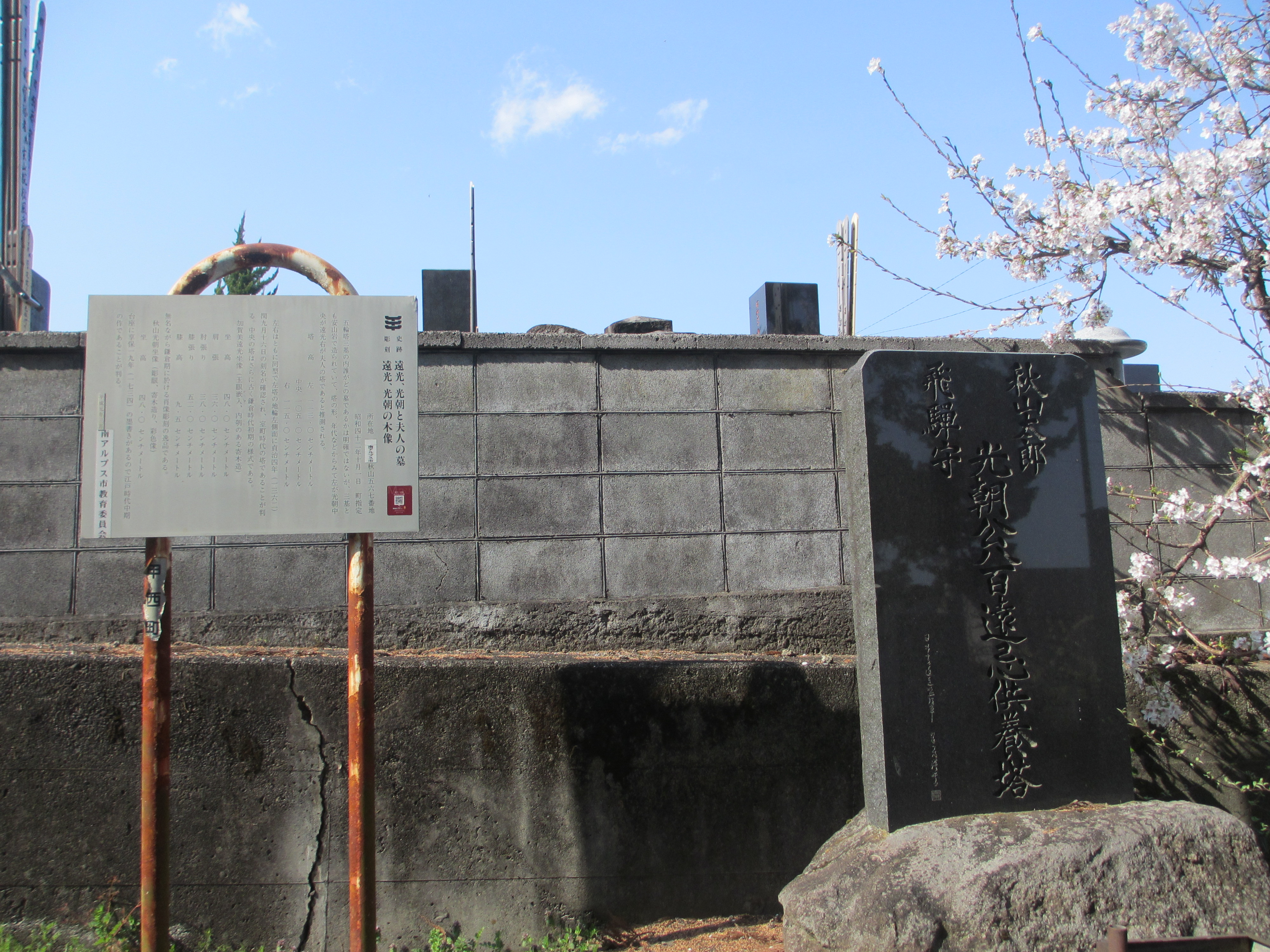
秋山公供養塔、墓・木像説明板（光昌寺境内）
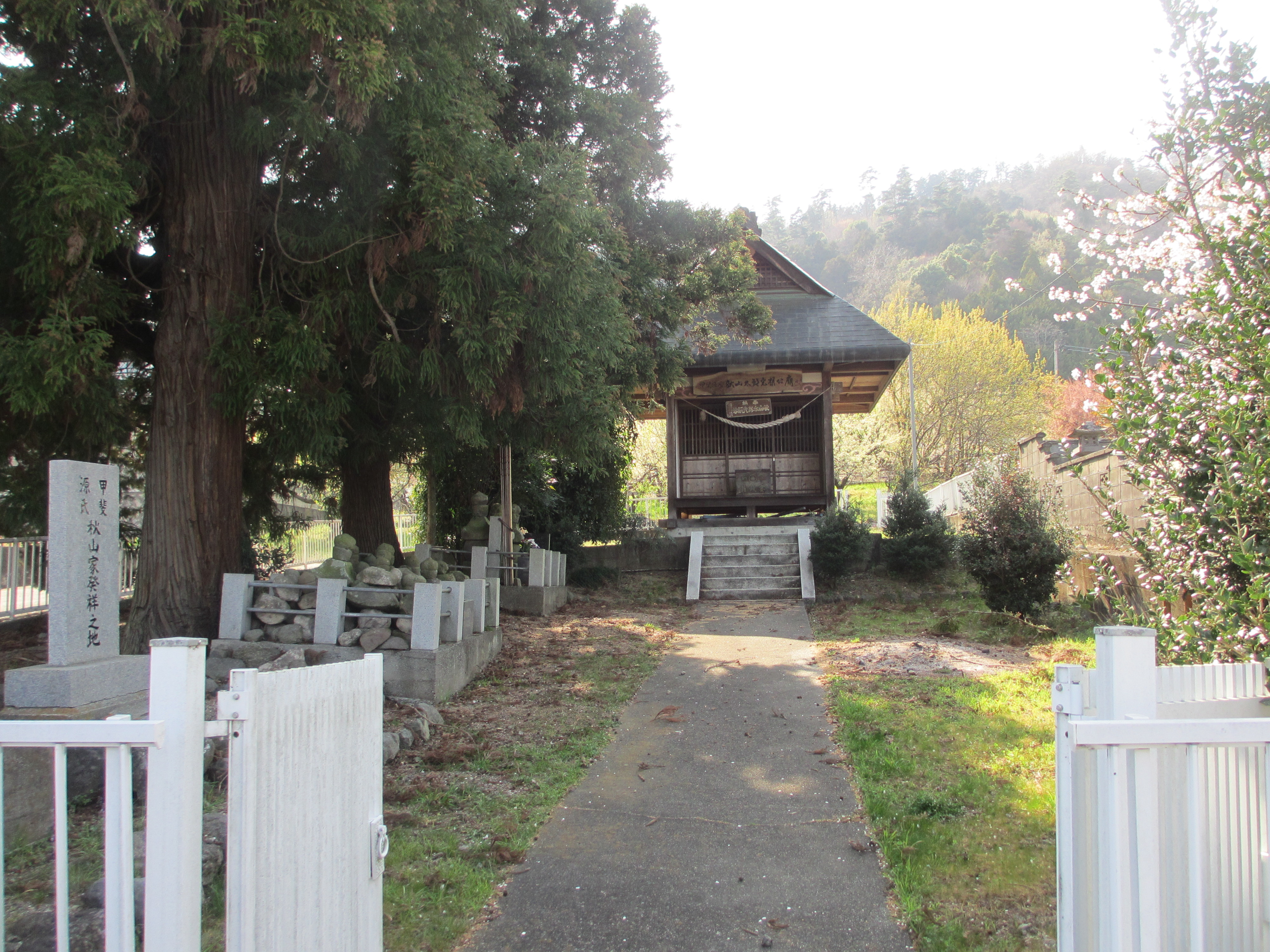
秋山太郎光朝公廟（加賀美遠光坐像と秋山光朝坐像収める）
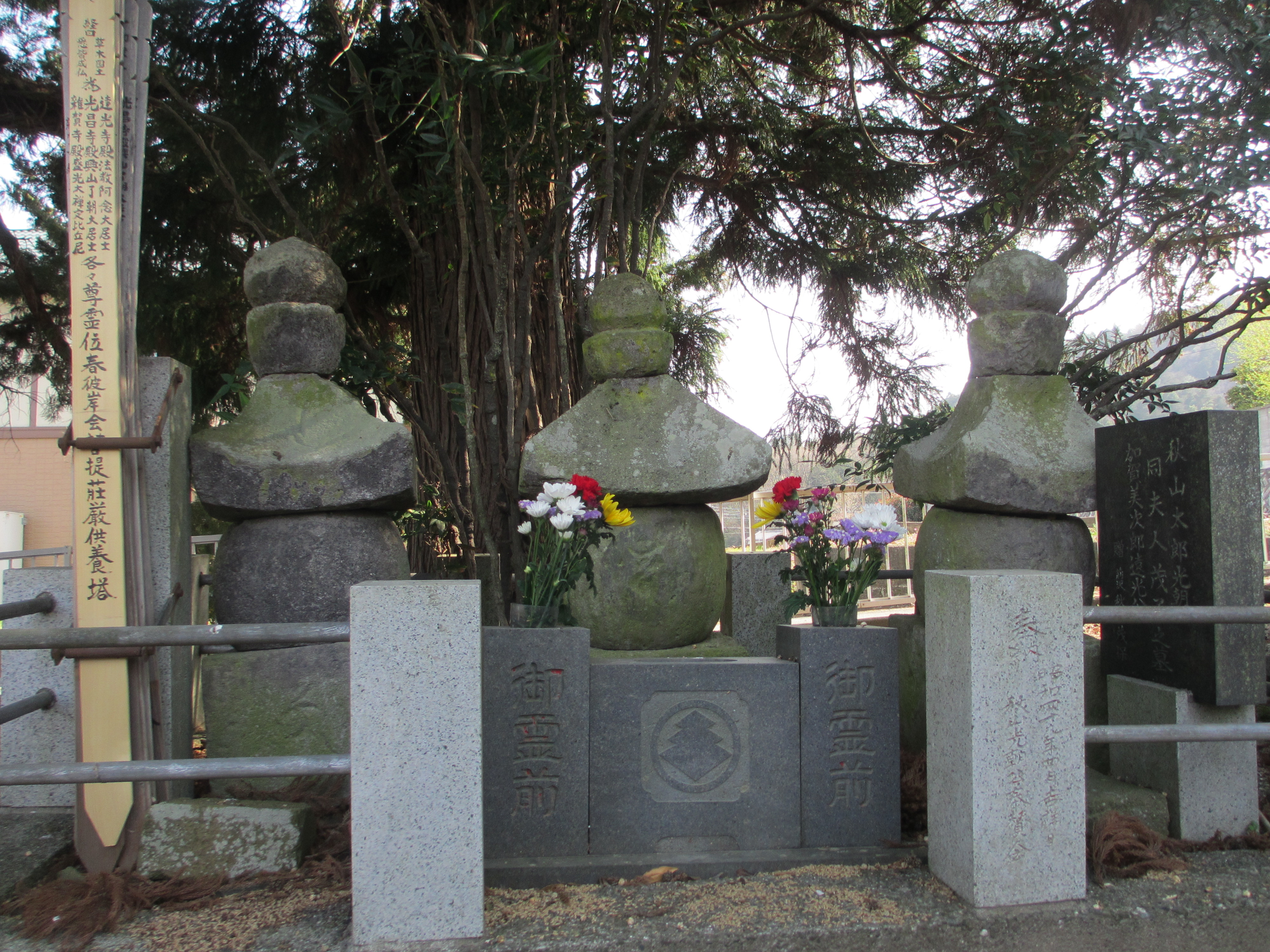
秋山公墓所五輪塔（左が秋山光朝・中央が加賀美遠光・右が光朝夫人の塔）
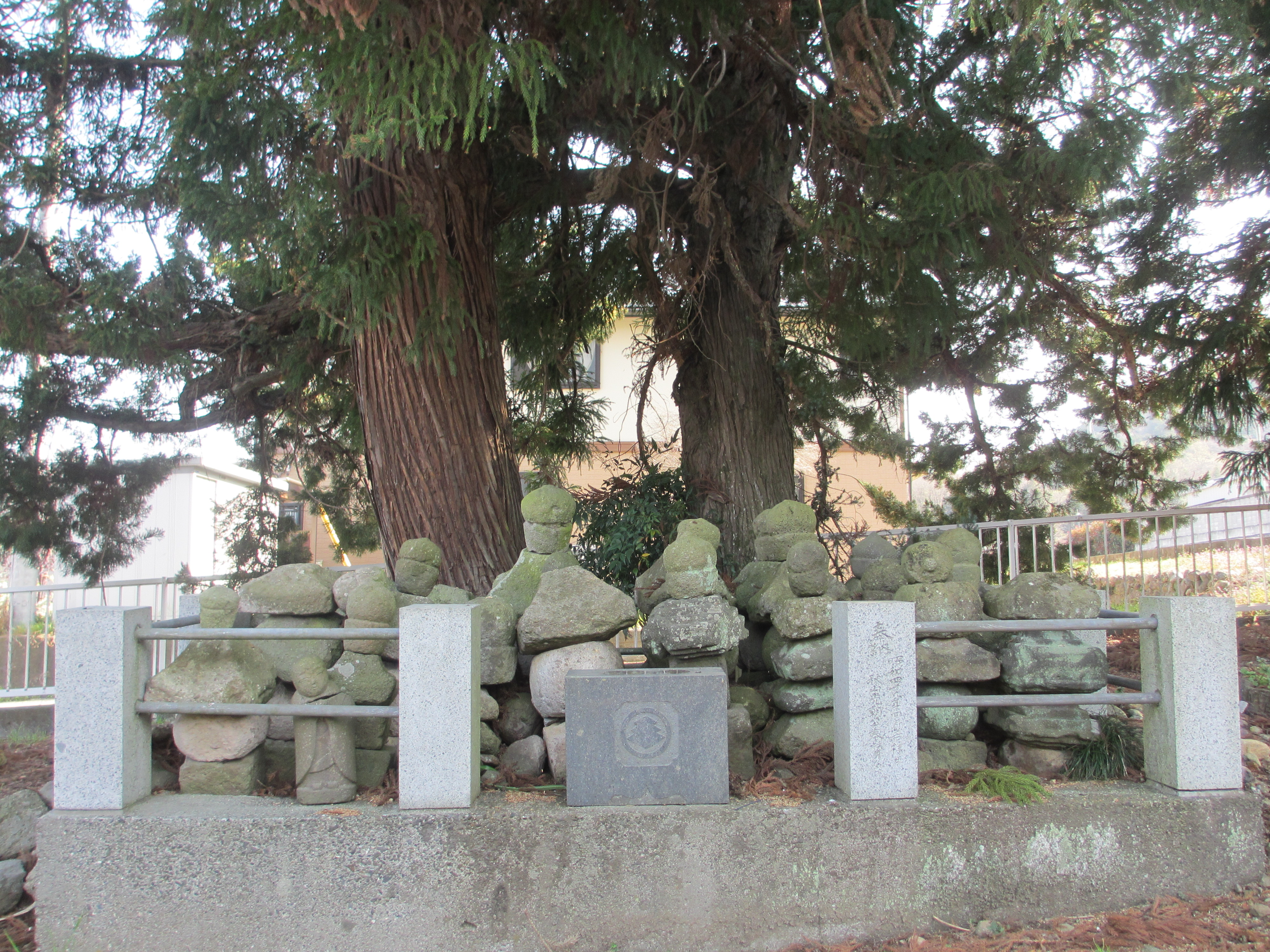
秋山一族の五輪塔（廟の左側手前）
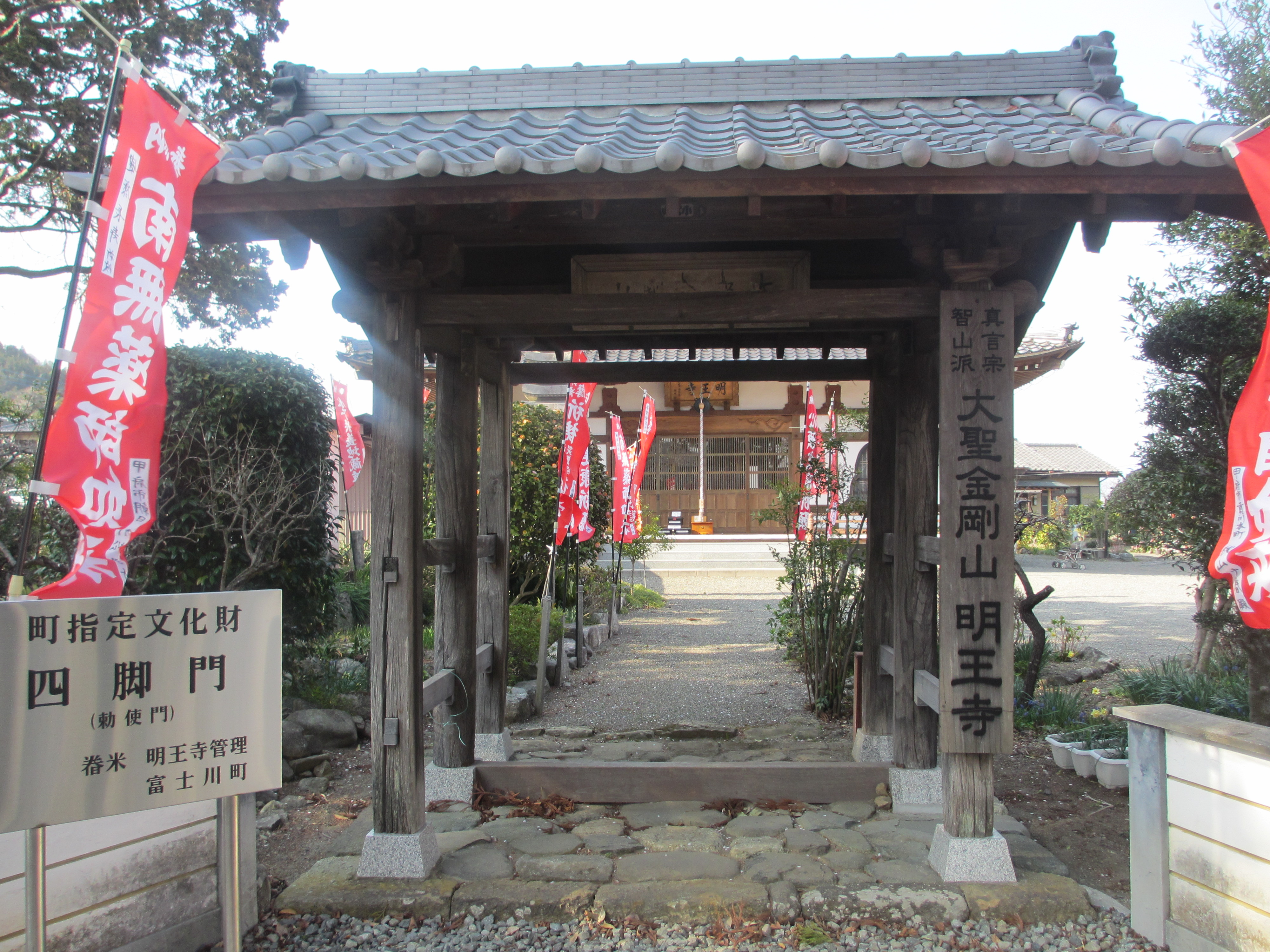
明王寺四脚門（此処の縁起に秋山公追討の一因となった相撲場の暴動説明）
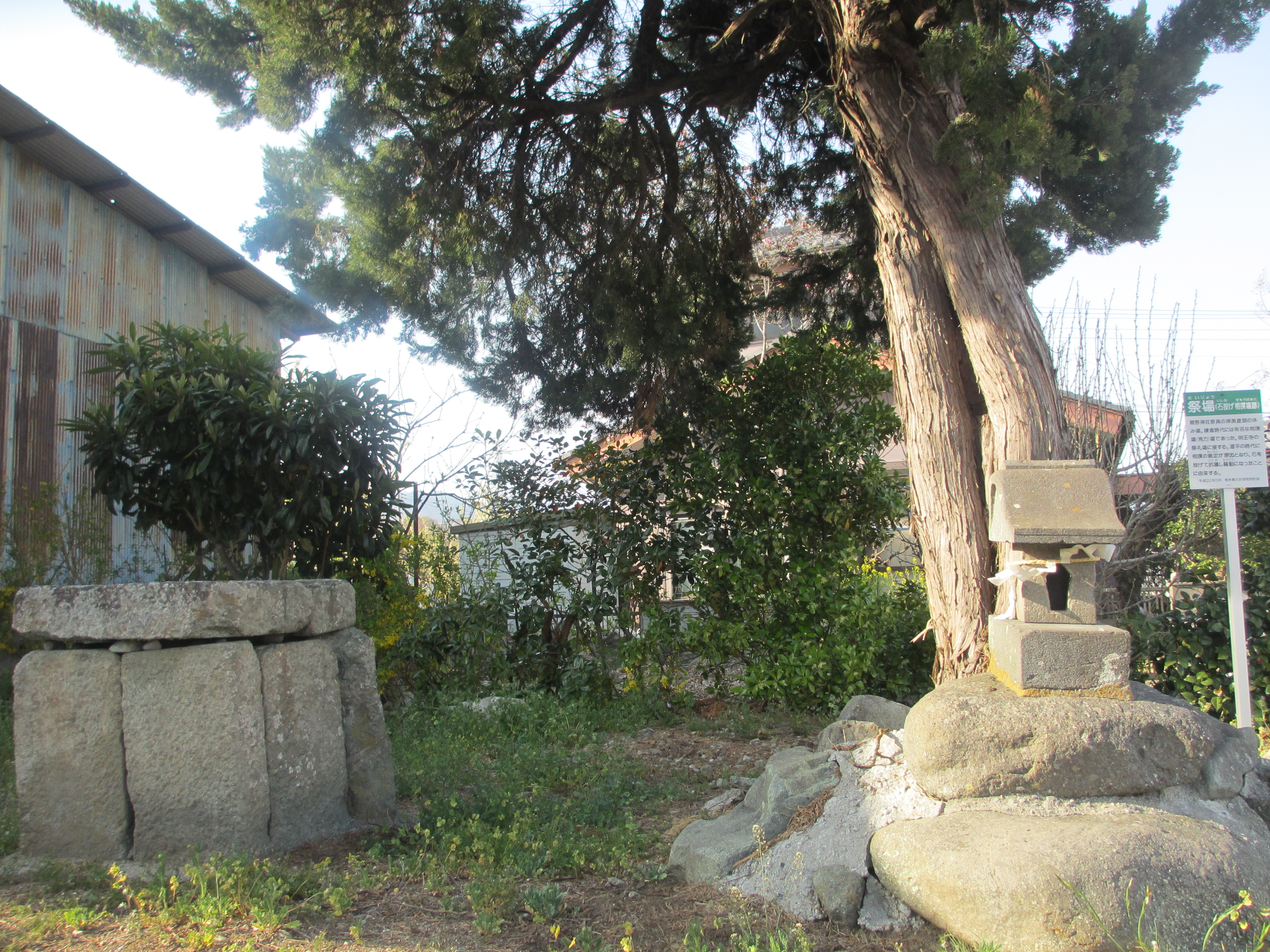
石投げ相撲場跡（消防団裏手、郵便局向かい側）